# 普及
普及 (ふきゅう、英: diffusion)とは、新しいアイデアや新製品が市場に受け入れられるプロセスである。普及率 (ふきゅうりつ、rate of diffusion)は、新しいアイデアが1人の消費者から次の消費者に広がる速度である。採用（ディストリビューターではなく消費者の観点から見た相互プロセス）は、普及と似た単語であるが、普及は市場全体のプロセスを扱うのに対して、採用は個人が経験する心理的プロセスを扱う。

## 理論
拡散のメカニズムを説明することを目的としたいくつかの理論がある。
- 二段階の流れ仮説–情報と受け入れは、メディアを介して、最初にオピニオンリーダーに、次に一般の人々に流れる。
- トリクルダウン効果–製品は初期は高価であるため、裕福な社会階層にしかアクセスできない。やがて、製品はより安価になり、より低い階層に普及する。
- エベレット・ロジャースの普及学–特定の製品カテゴリには、製品採用者の5つのカテゴリがある。
  - イノベーター–冒険心があり、教育を受けており、複数の情報源を持つ。
  - アーリーアダプター–社会的リーダー、人気があり、教育を受けている。
  - アーリーマジョリティ–意図的で多くの非公式な社会的接触を持つ。
  - レイトマジョリティ–懐疑的、伝統的、社会経済的地位は相対的に低い。
  - ラガード–隣人や友人が主な情報源であり、借金を恐れている。
- キャズムモデル – ジェフリー・ムーアによって開発されたこのモデルは、エベレット・ロジャースの採用曲線を「キャズム」で拡張する。ムーアによれば、マーケターは一度に1つの顧客グループに焦点を合わせ、各グループを次のグループへのマーケティングの基盤として使う必要がある。最も難しいステップは、先見の明のある人（アーリーアダプター）と実用主義者（アーリーマジョリティ）の間の移行を行うことである。これは彼が言うところの深い谷 (キャズム)である。この谷を越えることができない技術や製品はなくなるか、ニッチのままになる。成功すれば、企業は勢いを増し、製品が急速に広がるバンドワゴン効果を生み出すことができる。
- テクノロジー主導モデル–これらは特にソフトウェアの普及にかかわる。テクノロジーの受容率は、使いやすさや有用性などの要因によって決まる。

## 割合
エベレット・ロジャースによると、普及率は次の影響を受ける。
- 製品の認識された利点、メリット。
- 購入のリスク。
- 製品の使いやすさ、製品の複雑さ。
- メリットの即時性。
- 可観測性。
- トライアルのやりやすさ。
- 価格。
- 必要な行動変化の程度。
- (工業製品の場合) 投資収益率。

普及率モデルにはいくつかの種類がある。
1. 浸透モデル–テスト市場データを使用して、時間の関数として予想される販売量の受け入れ方程式を作成する。浸透モデルの3つの例は次のとおりである。
  - Bass trial onlyのモデル
  - Bass declining trialモデル
  - Fourt and Woodlockモデル
2. トライアル/リピートモデル–リピート顧客の数を、トライアル顧客の数の関数で表す。
3. 決定論的モデル–さまざまな受け入れ段階での購入者の数を評価する– 後の段階の数は、前の段階の数からの計算で決定される。
4. 確率モデル–普及プロセスの多くの要素が不明であるが、確率論を明示的に組み込む。